# Not Me – A Journey with Not Vital
Not Me – A Journey with Not Vital ist ein Schweizer Dokumentarfilm des Regisseurs Pascal Hofmann. Der Film zeigt Einblicke in das Schaffen und Leben des Schweizer Künstlers Not Vital.

## Produktion
Der Film wurde in Sent (Graubünden), Peking, New York und Patagonien gedreht. Die Produktion lag bei der Reck Filmproduktion, verantwortlich für die Kamera war Benny Jaberg, die Tonaufnahmen machte Christoph Brünggel. Den Schnitt übernahm Pascal Hofmann in Zusammenarbeit mit Bernhard Lehner.

## Festivals
- Zurich Film Festival 2020[2]

## Preise
- Deutscher Kamerapreis 2020 für Benny Jaberg[3]
- Nomination Schweizer Filmpreis in der Kategorie Beste Kamera 2021
- Nomination Schweizer Filmpreis in der Kategorie Beste Musik 2021[4]